# ロイファナ大学リューネブルク
ロイファナ大学リューネブルク（Leuphana Universität Lüneburg）は、ドイツのニーダーザクセン州ズダーブルクに置くドイツの公立大学。
1946年に教育大学として設立された。ユニークな大学モデルを確立し、いくつかの賞を受賞している。大学では、学士課程でリベラルアーツプログラムのあるヨーロッパで数少ない大学の1つです。大学名は、プトレマイオスが2世紀の地理世界地図で言及したエルベ川の古代の集落に由来している。
学士号の研究を8つの学部と2つの教員養成コースからなり、2008年には、修士課程と博士課程を統合した大学院大学を開校した。また、全学部の研究センターとビジネス協力などの高度な研究コースを備えた専門学校がある。